# Hiliorudua (Lahusa)
Hiliorudua is een bestuurslaag in het regentschap Nias Selatan van de provincie Noord-Sumatra, Indonesië. Hiliorudua telt 1418 inwoners (volkstelling 2010).